# グランドスラム (ラグビーユニオン)
グランドスラム（Grand Slam）は、ラグビーユニオンにおいて大きく2つの定義がある。1つは「シックス・ネイションズ」で全勝優勝することであり、もう1つは南半球のナショナルチームが1回の遠征でホーム・ネイションズ（アイルランド代表、イングランド代表、ウェールズ代表、スコットランド代表）に全勝することである。

## シックス・ネイションズのグランドスラム
1883年から1910年までは、「ホーム・ネイションズ・チャンピオンシップ（Home Nations Championship）」として、イングランド、アイルランド、スコットランド、ウェールズの4か国による総当たり戦で全勝（3勝）で優勝した時に「トリプル・クラウン」（後述）と呼ばれた。
1911年から1999年までは、「ファイブ・ネイションズ・チャンピオンシップ（Five Nations Championship）」が始まり、イングランド、アイルランド、スコットランド、ウェールズ、フランスの5か国による総当たり戦で全勝（4勝）で優勝した際に「グランドスラム」とされた。
2000年からは、イタリアが加わり、大会名が現在の「シックス・ネイションズ・チャンピオンシップ（Six Nations Championship）」となり、全勝（5勝）で優勝した時に「グランドスラム（Grand Slam）」と呼ぶ。
大会優勝チームにはトロフィーが授与されるが、グランドスラムに関する特別なトロフィー類の授与は無く、栄誉をたたえられるのみである。
グランドスラム達成回数は以下の通り。出典：
| チーム         | 達成 回数 | ファイブ・ネーションズ時代 達成年                                | シックス・ネーションズ時代 達成年 |
| -------------- | --------- | ---------------------------------------------------------------- | --------------------------------- |
| イングランド   | 13回      | 1913, 1914, 1921, 1923, 1924, 1928, 1957, 1980, 1991, 1992, 1995 | 2003, 2016                        |
| ウェールズ     | 12回      | 1908, 1909, 1911, 1950, 1952, 1971, 1976, 1978                   | 2005, 2008, 2012, 2019            |
| フランス       | 10回      | 1968, 1977, 1981, 1987, 1997, 1998                               | 2002, 2004, 2010, 2022            |
| アイルランド   | 4回       | 1948                                                             | 2009, 2018, 2023                  |
| スコットランド | 3回       | 1925, 1984, 1990                                                 |                                   |
| イタリア       | 0回       | ━                                                                |                                   |

## シックス・ネイションズのトリプルクラウン
1883年第1回から1910年まで、イングランド、アイルランド、スコットランド、ウェールズの「ホーム・ネイションズ」4か国で開催されていた時から、その4か国総当たり戦で3戦全勝優勝した際に「トリプルクラウン（Triple Crown）」とされる。グランドスラム同様に、トロフィーが無い「名誉賞」だったが、2006年からトロフィーが授与されるようになった。

## 南半球チームのグランドスラム
南半球の伝統的な強豪国はオーストラリア、ニュージーランド、南アフリカの3つ。これら代表チームがホーム・ネイションズ（アイルランド、イングランド、ウェールズ、スコットランド）4チームすべてと、1回の遠征でテストマッチを行うことを「グランドスラム・ツアー」という。グランドスラム・ツアーで4戦全勝すると、グランドスラムを達成したことになる。
以下のように過去9回、グランドスラムが達成されている。出典：
| チーム           | 達成回数 | 達成年                             |
| ---------------- | -------- | ---------------------------------- |
| 南アフリカ共和国 | 4回      | 1912–13, 1931–32, 1951–52, 1960–61 |
| ニュージーランド | 4回      | 1978, 2005, 2008, 2010             |
| オーストラリア   | 1回      | 1984                               |

南アフリカは、1912-13年と1951-52年の2回の遠征で、ホーム・ネイションズ4か国だけでなく、フランスとのテストマッチにも勝利し、「ファイブ・ネイションズ・グランドスラム（Five Nations Grand Slam）」を達成した。
オーストラリアは、 1957-58年のシーズンで、グランドスラム・ツアー中にホーム・ネイションズすべてに負けた唯一のチームである。オーストラリアは、その遠征でフランスにも負けた。

## 外部サイト
- ワールドラグビー